# Edith Boss
Pour les articles homonymes, voir Boss (homonymie).
Edith Boss (née le 3 janvier 1966 à Berne) est une nageuse synchronisée suisse.

## Palmarès

### Championnats d'Europe
- Championnats d'Europe de natation 1989 à Budapest :
  -  Médaille de bronze en duo.
- Championnats d'Europe de natation 1987 à Schiltigheim :
  -  Médaille d'argent en duo.